# 124845 Clinteastwood
124845 Clinteastwood este o planetă minoră (asteroid) din centura de asteroizi. A fost descoperită pe 12 octombrie 2001 la Goodricke-Pigott Observatory⁠(d) de Roy A. Tucker⁠(d) și a fost numită după Clint Eastwood. 
Obiectul prezintă o orbită caracterizată de o semiaxă mare de 2,2944553826793 UAi, o excentricitate de 0,16232594328917, o înclinație de 5,0322044772218 ° în raport cu ecliptica.